# 125 г. пр.н.е.
113 (сто двадесет и пета) година преди новата ера (пр.н.е.) е година от доюлианския (Помпилийски) римски календар.

## Събития

### В Римската република
- Консули са Марк Плавций Хипсей и Марк Фулвий Флак. Цензори са Гней Сервилий Цепион и Луций Касий Лонгин Равила
- Цензорите провеждат преброяване и установяват 394 736 римски граждани.[1]
- Цензорите построяват четвъртият акведукт в Рим – Аква Тепула.[2]
- Консулът Флак прави опит да осигури римско гражданство на съюзническите градове в Италия, но Сенатът се противопоставя. Съобразно достигнат компромис римско гражданство ще се дава само на отделни личноси.[3]
- Флак получава командването в Галия, за да бъде отстранен от Рим и започва подчиняването на Транзалпийска Галия.[3]
- Град Фрегеле се вдига на бунт срещу Рим след като населението му не получава желаното римско гражданство. Бунтът е потушен с тежки репресии от претора Луций Опимий.[3]

### В Азия
- Деметрий II Никатор е убит и наследен на трона на Селевкидите от Селевк V Филометор, който скоро е убит от майка си Клеопатра Теа, която продължава да управлява съвместно с Антиох VIII Грюпос.

## Починали
- Деметрий II Никатор, владетел от династията на Селевкидите
- Селевк V Филометор, владетел от династията на Селевкидите
- Гай Лелий (консул 140 пр.н.е.), римски държавник (роден 188 г. пр.н.е.)
- Луций Корнелий Лентул Луп, римски политик

Бележки: